# 페인 허슬러
《페인 허슬러》(영어: Pain Hustlers)는 2023년 개봉한 범죄 드라마 영화이다. 데이비드 예이츠가 감독을 맡았으며, 에번 휴스의 동명 소설이 영화의 원작이다.

## 출연진
- 에밀리 블런트 - 리자 드레이크 역
- 크리스 에번스 - 피트 브레너 역
- 앤디 가르시아 - 닐 역
- 캐서린 오하라 - 재키 역
- 제이 듀플래스 - 라킨 역
- 브라이언 다시 제임스 - 라이델 역
- 클로이 콜먼 - 피비 역
- 아미트 샤 - 에릭 페일리 역
- 오브리 달러 - 앤디 역
- 크리스틴 앤더슨 - 진료소 어머니 역